# Agricoltura inca

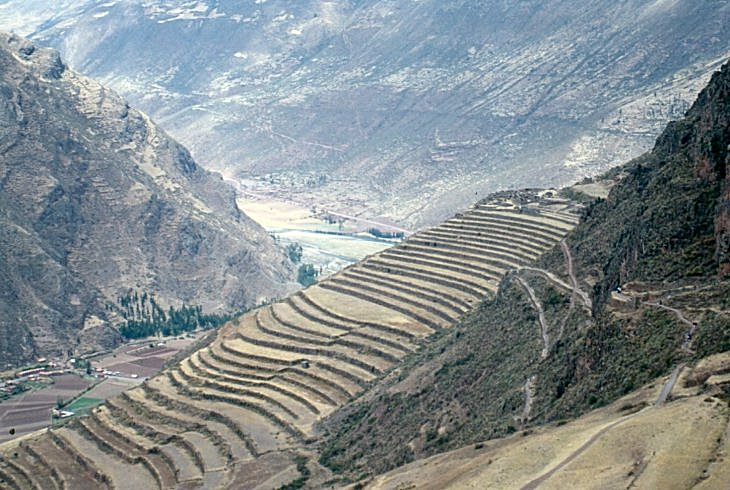
Anden situate nella Sacra valle degli Inca, vicino a Písac, in Perù. Sono il simbolo della tecnologia usata dalle popolazioni andine in agricoltura

Le civiltà andine furono tra le più importanti società agricole. Gli Inca sfruttarono il vantaggio del terreno, superando le difficoltà dettate dal terreno e dal clima. L'adattamento delle tecniche agricole usate permise agli Inca, per primi, di organizzare la produzione di diverse fasce di raccolti nelle regioni della costa, delle montagne e della giungla. I prodotti venivano poi distribuiti ai villaggi che non avevano accesso alle altre regioni. I risultati ottenuti in agricoltura non sarebbero stati possibile senza la manodopera che era a disposizione del Sapa Inca, o del sistema stradale che permetteva di immagazzinare i raccolti e distribuirli in tutto l'impero. Queste tecniche erano talmente efficienti che alcuni esperti pensano che, se riapplicate oggi, risolverebbero i problemi di alimentazione dei popoli andini per molti secoli.

## Attrezzi agricoli

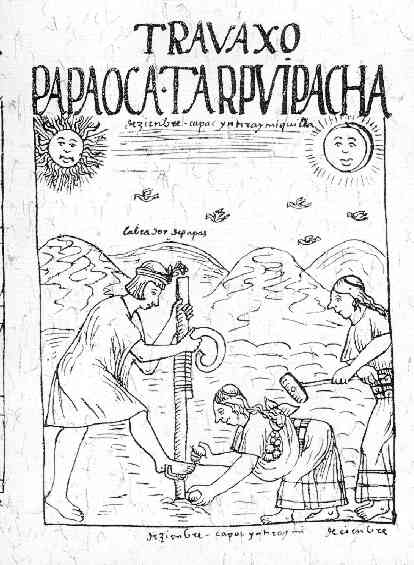
Raffigurazione di un contadino inca nell'atto di utilizzare un chakitaqlla, fatta da Felipe Guaman Poma de Ayala nel 1616

I contadini inca non avevano a disposizione animali domestici adatti al lavoro nei campi, così si affidavano agli attrezzi manuali. Questi arnesi erano adattati al terreno collinare delle Ande, ed alla limitata estensione dei terreni coltivabili.
Tra questi attrezzi si ricordano:
- Chakitaqlla, un aratro azionato dall'uomo che consisteva di un palo in legno con una punta incurvata ed arrotondata, spesso fatta di pietra o metallo. All'estremità di questo palo si trovava una sbarra trasversale in legno, su cui il contadino poteva poggiare il piede per farlo affondare nel terreno producendo un solco.[3] Questo attrezzo viene tuttora usato nelle Ande per arare, seminare e costruire.[4]
- Raucana, una zappa con una sottile pala di legno di chachacomo, non più alta di 40 cm. Veniva usata per raccogliere tuberi, per rimuovere erbacce e per piantare piccoli semi.
- Chira

L'agricoltura era celebrata con rituali, sacrifici e canti. Squadre di sette o otto uomini, accompagnati da un uguale numero di donne, lavoravano insieme per la preparazione dei campi. Gli uomini usavano gli aratri a piede, i chakitqlla, per rompere il terreno. Le donne seguivano, seminando. Questo lavoro era accompagnato da canti, colpendo la terra all'unisono. Secondo una fonte, i sacerdoti spagnoli trovarono queste canzoni tanto piacevoli da introdurle nelle funzioni religiose.

## Fertilizzanti
In tutto l'impero inca veniva fatto uso di molti fertilizzanti. Nelle regioni costiere piccoli pesci tipo alici peruviane e sardine venivano seppellite con tutoli di mais per rendere più forte il terreno. Questa pratica è raffigurata sui muri del tempio di Pachacamac, dove le piante di mais si vedono germogliare da piccoli pesci. I contadini della costa usavano anche il guano prodotto da migliaia di uccelli marini che nidificavano sulle isole e sulle parti isolate del litorale. Nel resto dell'impero i contadini dovevano utilizzare altri tipi di fertilizzante, tra cui il letame prodotto dai cammellidi addomesticati e le foglie cadute da alberi tipo il huarango.

## Utilizzo del terreno

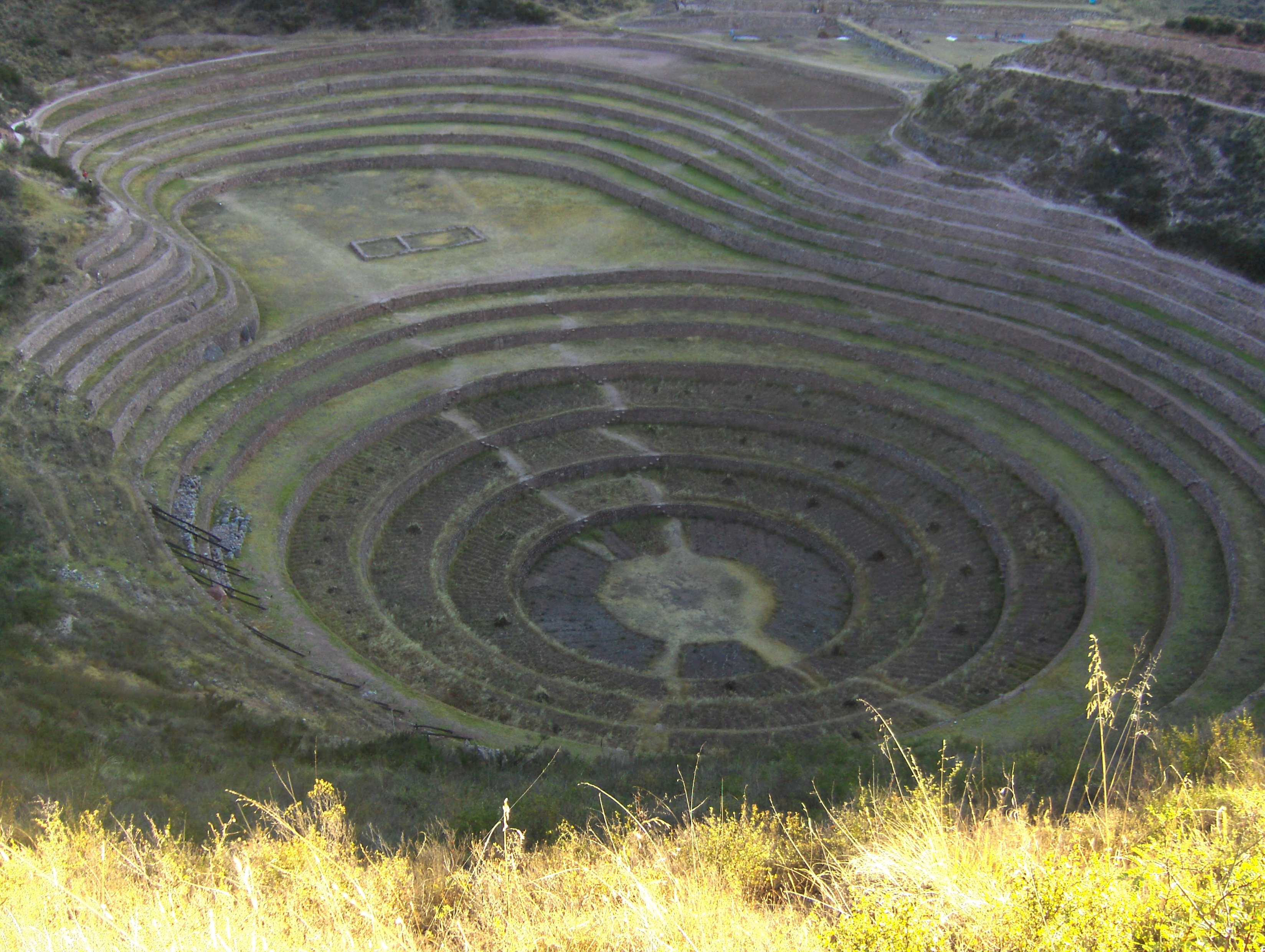
Terrazze agricole inca a Moray

I contadini inca dovevano affrontare le difficoltà dei terreni andini, dato che il loro utilizzo era limitato dalla presenza di strette valli scavate dai fiumi che scorrevano tra i monti. Terreno più pianeggiante era offerto dagli altipiani, ma la loro altitudine ed il clima freddo lo rendevano meno utile per l'agricoltura. Per aumentare la superficie utilizzabile, gli Inca utilizzarono numerose tecniche tipiche delle Ande che permettevano di coltivare i fianchi delle colline ed i terreni ad altitudini elevate.

### Anden

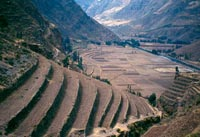
Anden inca

Le anden sono terrazze agricole artificiali utilizzate per recuperare terreno adatto alla semina sui pendii andini. Permettevano di sfruttare al meglio l'acqua, derivante sia dalle piogge che dall'irrigazione, facendola circolare in canali comunicanti tra i diversi livelli. Con questo metodo evitavano, nel contempo, l'erosione idraulica del suolo. Le ande non venivano usate solo per la coltivazione del mais, ma anche per altri prodotti agricoli o per usi differenti: per campi seminati, per evitare l'erosione, per lavare il sale minerale. Si crede che per la loro costruzione fosse necessaria una grande mole di forza lavoro, che gli Inca erano in grado di fornire facilmente.

### Camellon
Si trattava di aree artificiali costruite sulle rive del lago Titicaca. Consistevano nel trattare le colline in modo da migliorare lo sfruttamento dell'acqua in zone in cui le inondazioni erano frequenti, a causa delle piogge. In molti modi venivano tracciati tra loro solchi artificiali per proteggere le piante, per facilitare il drenaggio durante piogge, inondazioni, irrigazioni e per diminuire il freddo notturno, evitando quindi il congelamento delle coltivazioni.

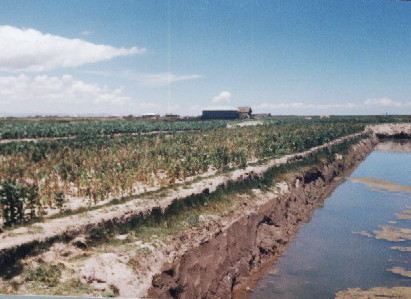
Camellon o Waru waru

### Cocha
In epoca pre-ispanica i "cocha", o lagune artificiali, venivano creati nei puna usati per la coltivazione, e per fornire al bestiame qualcosa da bere. Queste lagune potevano essere rotonde, ovali o rettangolari, ed erano costituite da numerosi solchi simmetrici che raccoglievano l'acqua piovana incanalandola.